# Elisabeth Michajlovna van Rusland

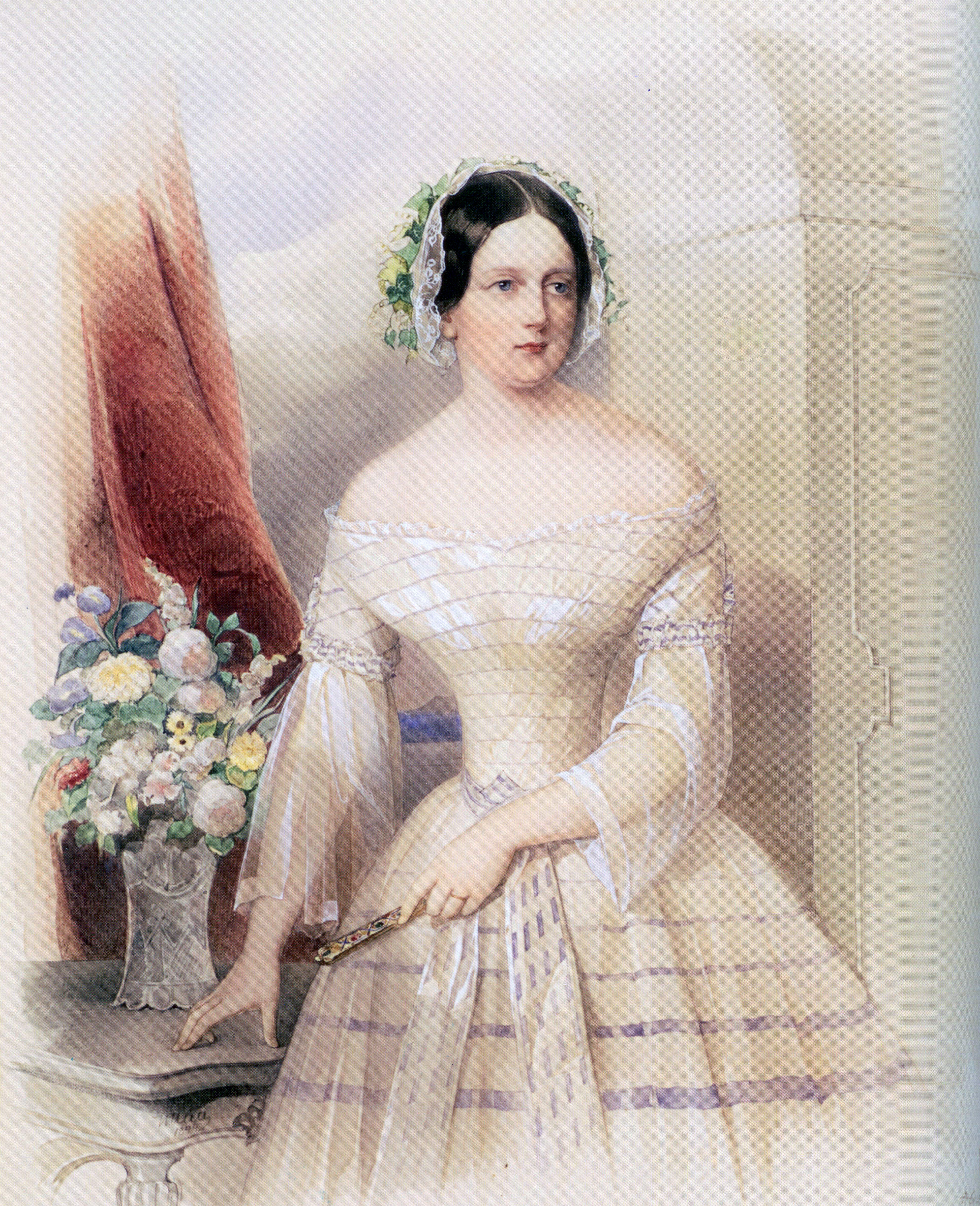
Elisabeth Michajlovna

Elisabeth Michajlovna (Russisch: Елизавета Михайловна Романова, Jelizaveta Michailovna Romanova) (Sint-Petersburg, 26 mei 1826 - Wiesbaden, 28 januari 1845) was de eerste echtgenote van hertog Adolf van Nassau, die in 1890 groothertog van Luxemburg zou worden. Zij huwden in 1844, en kregen een dochter, die bij haar geboorte op 27 januari 1845 overleed. Elisabeth stierf een dag later, 18 jaar oud. Zij was een dochter van Michaël Pavlovitsj van Rusland, zoon van tsaar Paul I van Rusland, en van Helena Charlotte van Württemberg.